# Coupe de l'IHF masculine 1985-1986
Navigation
Coupe de l'IHF 1984-1985 Coupe de l'IHF 1986-1987
La Coupe de l'IHF 1985-1986 est la 5e édition de la Coupe de l'IHF, aujourd'hui appelée Ligue européenne.
Organisée par la Fédération internationale de handball (IHF), la compétition est ouverte à 23 clubs masculins de handball de fédérations européennes membres de l'IHF. Ces clubs sont qualifiés en fonction de leurs résultats dans leur pays d'origine lors de la saison 1984-1985.
Elle est remportée par le club hongrois du Rába Vasas ETO Győr, vainqueur en finale du club espagnol du Tecnisa Alicante.

## Présentation
En principe, les clubs vainqueurs de leur championnat national participent à la Coupe des clubs champions (C1) et ceux vainqueurs de leur coupe nationale participent à la Coupe des vainqueurs de coupe (C2).
Les clubs qui participent à cette compétition sont donc généralement ceux ayant terminé deuxième ou troisième de leur championnat national ou éventuellement les finalistes de leur coupe nationale.
Toutes les rencontres se déroulent en matchs aller-retour.
Neuf clubs sont exemptés du tour préliminaire, en lien avec l'édition précédente.

## Résultats

### Tour préliminaire
| Équipe 1           | Score    | Équipe 2            | Aller | Retour |
| ------------------ | -------- | ------------------- | ----- | ------ |
| Simtel Sport       | 34 – 53  | Rába Vasas ETO Győr | 17-22 | 17-31  |
| HC Berchem         | 24 – 46  | RTV 1879 Bâle       | 14-23 | 10-23  |
| Athinaïkós         | 27 – 65  | VIF Dimitrov Sofia  | 18-31 | 09-34  |
| Valur Reykjavík    | 42 – 38  | Kolbotn IL Oslo     | 20-18 | 22-20  |
| PM Scarfati        | 56 – 49  | Maccabi Petah-Tikva | 33-26 | 23-23  |
| Virum-Sorgenfri HK | 49 – 31  | Sjundeå IF          | 20-14 | 29-17  |
| HV Sittardia       | 44 – 44E | Stella Saint-Maur   | 27-23 | 17-21  |

### Huitièmes de finale
| Équipe 1              | Score              | Équipe 2              | Aller           | Retour |
| --------------------- | ------------------ | --------------------- | --------------- | ------ |
| RTV 1879 Bâle         | 43 – 56            | Rába Vasas ETO Győr   | 25-28           | 18-28  |
| Politehnica Timişoara | 39 – 41            | HT Tatran Prešov      | 19-19           | 20-22  |
| Sporting Neerpelt     | 41 – 45            | RK Proleter Zrenjanin | 24-24           | 17-21  |
| VIF Dimitrov Sofia    | 38 – 43            | THW Kiel              | 19-19           | 19-24  |
| SC Dynamo Berlin      | 47 – 31            | ASKÖ Linde Linz       | 26-19           | 21-12  |
| Lugi Lund             | 42 – 34            | Valur Reykjavík       | 15-15           | 27-19  |
| Virum-Sorgenfri HK    | 48 – 46            | PM Scarfati           | 26-21           | 22-25  |
| Tecnisa Alicante      | 59 – 50 ou 49 – 40 | Stella Saint-Maur     | 37-27, ou 27-17 | 22-23  |

### Quarts de finale
Les résultats des quarts de finale sont :
| Équipe 1            | Score    | Équipe 2              | Aller | Retour |
| ------------------- | -------- | --------------------- | ----- | ------ |
| SC Dynamo Berlin    | 43 – 43E | Lugi Lund             | 25-22 | 18-21  |
| Rába Vasas ETO Győr | 44 – 42  | HT Tatran Prešov      | 23-18 | 21-24  |
| Virum-Sorgenfri HK  | 37 – 39  | Tecnisa Alicante      | 21-20 | 16-19  |
| THW Kiel            | 49 – 49E | RK Proleter Zrenjanin | 31-26 | 18-23  |

### Demi-finales
En demi-finales, le Tecnisa a battu Lugi (Suède) sur un score cumulé de 53 à 40, s'imposant lors du match retour à Lund 29-27. Malgré sa défaite 22-25 en Yougoslavie, le Rába Győr a écarté le Proleter Zrenjanin sur un score cumulé de 52 à 44,. Les résultats des demi-finales sont :
| Équipe 1            | Score   | Équipe 2              | Aller | Retour |
| ------------------- | ------- | --------------------- | ----- | ------ |
| Rába Vasas ETO Győr | 52 – 44 | RK Proleter Zrenjanin | 30-19 | 22-25  |
| Tecnisa Alicante    | 53 – 40 | Lugi Lund             | 24-13 | 29-27  |

### Finale
Les résultats de la finale sont :
| Équipe 1            | Score   | Équipe 2         | Aller | Retour |
| ------------------- | ------- | ---------------- | ----- | ------ |
| Rába Vasas ETO Győr | 43 – 41 | Tecnisa Alicante | 23-17 | 20-24  |

#### Finale aller
| samedi 3 mai 1986 | Rába Vasas ETO Győr   | 23 – 17 | Tecnisa Alicante       | Magvassy Mihály Sportcsarnok, Győr Affluence : 1 200 Arbitrage : Günther Heuchert, Volker Norek |
| samedi 3 mai 1986 | Zoltán Kádár 10 ou 11 | (14-9)  | Juan Francisco Muñoz 7 | Magvassy Mihály Sportcsarnok, Győr Affluence : 1 200 Arbitrage : Günther Heuchert, Volker Norek |
| samedi 3 mai 1986 | ×5                    |         | ×6                     | Magvassy Mihály Sportcsarnok, Győr Affluence : 1 200 Arbitrage : Günther Heuchert, Volker Norek |

| Rába Vasas ETO Győr, - Gardiens de but : Tibor Oross, Zsolt Horváth - Joueurs de champ : Mihály Iváncsik (5 ou 3), Zoltán Kádár (10 ou 11), László Tóth (2), Zoltán Vesztergom, László Polgár (3), Ottó Csicsai (3 ou 4), Imre Balogh, István Deáki, Attila Domonkos. - Entraîneur : Attila Joósz - Sanctions : Deáki (2×), Vesztergom (2×), Balogh | Tecnisa Alicante - Gardiens de but : Juan Pedro de Miguel, Ñago - Joueurs de champ : Javier Cabanas (de) (2), José Ignacio Novoa (4), Juan Francisco Alemany (es) (3), Mario Hernández, Juan Francisco Muñoz (7), Jørgen Gluver (en), Ricardo López Coloma, José Luís Soriano Poli (1), Manuel Cañadilla, Vicente Francisco Bartual. - Entraîneur : César Argilés Blasco (de) - Sanctions : Hernández (2×), Novoa, Soriano, Muñoz, Gluver |

#### Finale retour
| samedi 10 mai 1986 | Tecnisa Alicante      | 24 – 20 | Rába Vasas ETO Győr | Pabellón Pitiu Rochel, Alicante Affluence : 2 500 Arbitrage : Terje Anthonsen, Øivind Bolstad |
| samedi 10 mai 1986 | Javier Cabanas (de) 9 | (14-10) | Zoltán Kádár 9      | Pabellón Pitiu Rochel, Alicante Affluence : 2 500 Arbitrage : Terje Anthonsen, Øivind Bolstad |
| samedi 10 mai 1986 | ×2                    |         | ×5                  | Pabellón Pitiu Rochel, Alicante Affluence : 2 500 Arbitrage : Terje Anthonsen, Øivind Bolstad |

| Tecnisa Alicante - Gardiens de but : Juan Pedro de Miguel, Ñago - Joueurs de champ : José Ignacio Novoa (2), Juan Francisco Muñoz Melo (2), Juan Francisco Alemany (es) (4), Javier Cabanas (de) (8), Jørgen Gluver (en) (2), Mario Hernández (1), José Luís Soriano Poli (2), Manuel Cañadilla (3), Jaime Gómez, Ricardo López Coloma - Entraîneur : César Argilés Blasco (de) - Sanctions : Gluver, Muñoz | Rába Vasas ETO Győr, - Gardiens de but : Tibor Oross, Zsolt Horváth - Joueurs de champ : Mihály Iváncsik (1), Zoltán Kádár (9), László Tóth (4), Zoltán Vesztergom (1), László Polgár (3), Ottó Csicsai (2), István Deáki, Attila Domonkos, Imre Balogh. - Entraîneur : Attila Joósz - Sanctions : Deáki (2×), Vesztergom (2×), Polgár |

Évolution du score
- 4-1, 7-4, 10-6, 13-8, 14-10 (mi-temps), 15-11, 16-13, 19-13, 21-15, 22-18, 24-20.